# آزاد (فیلم)
آزاد (انگلیسی: Born Free) فیلمی در ژانر ماجراجویی به کارگردانی جیمز هیل است که در سال ۱۹۶۶ منتشر شد. از بازیگران آن می‌توان به ویرجینیا مکنا، بیل تراورز و جفری کین اشاره کرد.

## خلاصه فیلم
"جوی آدامسون" و همسرش "جرج آدامسون""، توله شیری به نام "السا" را بزرگ می‌کنند. وقتی "السا" به سن بلوغ می‌رسد، "جوی" تصمیم می‌گیرد تا او را برای زندگی در حیات وحش دوباره آموزش دهد...